# Harrison (condado de Marathon, Wisconsin)
Harrison es un pueblo ubicado en el condado de Marathon en el estado estadounidense de Wisconsin. En el Censo de 2010 tenía una población de 374 habitantes y una densidad poblacional de 3,94 personas por km².

## Geografía
Harrison se encuentra ubicado en las coordenadas 45°4′6″N 89°18′23″O / 45.06833, -89.30639. Según la Oficina del Censo de los Estados Unidos, Harrison tiene una superficie total de 94.95 km², de la cual 94.87 km² corresponden a tierra firme y (0.08%) 0.07 km² es agua.

## Demografía
Según el censo de 2010, había 374 personas residiendo en Harrison. La densidad de población era de 3,94 hab./km². De los 374 habitantes, Harrison estaba compuesto por el 97.33% blancos, el 0.27% eran afroamericanos, el 0.8% eran amerindios, el 0% eran asiáticos, el 0% eran isleños del Pacífico, el 0.27% eran de otras razas y el 1.34% pertenecían a dos o más razas. Del total de la población el 0.8% eran hispanos o latinos de cualquier raza.